# Songp'yŏng-guyŏk
Songp'yŏng-guyŏk är ett grannskap i Nordkorea.   Det ligger i provinsen Hambuk, i den nordöstra delen av landet, 400 km nordost om huvudstaden Pyongyang.